# Musée Rodin
Musée Rodin är ett museum i Paris med adress 77 Rue de Varenne.
Museet, som består av byggnaden Hôtel Biron samt dess trädgård, innehåller mer än 6 600 skulpturer av konstnären Auguste Rodin, bland dem Tänkaren och Kyssen.